# Jerzy Pietrkiewicz

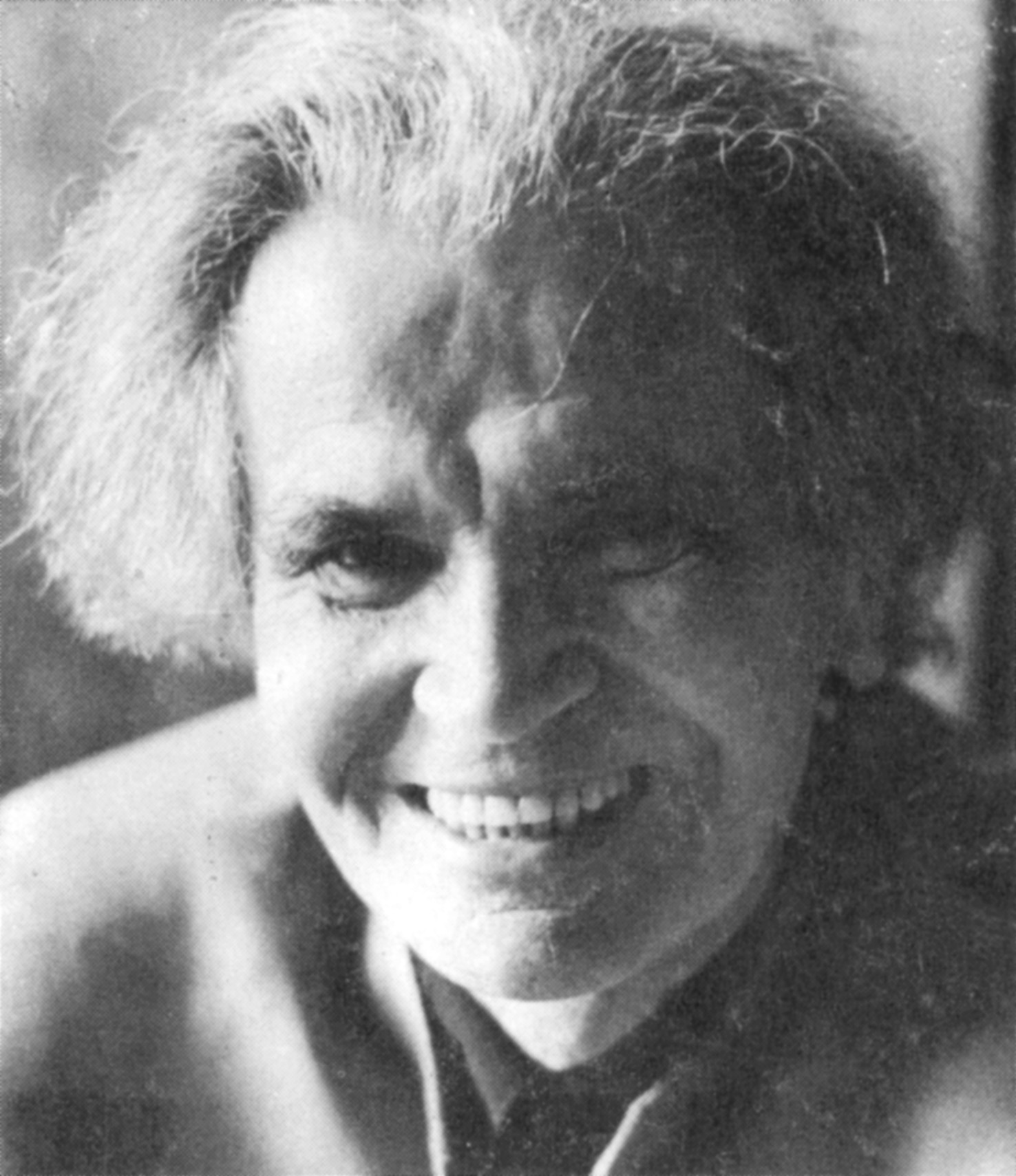
Jerzy Pietrkiewicz

Jerzy Pietrkiewicz hay Peterkiewicz (sinh ngày 29 tháng 9 năm 1916 - mất ngày 26 tháng 10 năm 2007) là một nhà thơ, tiểu thuyết gia, dịch giả và nhà phê bình văn học người Ba Lan.

## Cuộc đời
Jerzy Pietrkiewicz sinh tại Fabianki, Ba Lan. Cha ông là Jan Pietrkiewicz, một nông dân uyên bác, và mẹ ông là Antonina Politowska, một phụ nữ thuộc dòng dõi quý tộc, bà khoảng năm mươi tuổi khi sinh ông. Cha mẹ ông đều mất khi ông vẫn còn rất bé. Mẹ ông bị ung thư khi ông mười hai tuổi, và cha ông mất vào hai năm sau đó. Jerzy Pietrkiewicz theo học Trường Công giáo Jan Długosz ở Włocławek và sau đó đến Warsaw để học chuyên ngành báo chí. Năm 1934, tác phẩm được xuất bản đầu tiên của ông là các bài thơ trong tập thơ Okolica Poetów. Ông cũng đóng góp nhiều bài viết cho các tờ báo dân tộc cực đoan.
Nhà thơ và nhà phê bình văn học cánh tả Ignacy Fik (1904 – 1942) đã dành một đề cập đặc biệt trong bài Bàn về lịch sử văn học Ba Lan trong Giai đoạn giữa hai cuộc chiến tranh để nói về "những bài thơ kinh khủng của Pietrkiewicz", được đăng trên tạp chí "Prosto z mostu". Trong bài viết của Ignacy Fik, "huyền thoại quốc gia" hiện thân là "người phân biệt chủng tộc".
Tuyển tập Wiersze o dzieciństwie ("Poems about Childhood"; 1935) của Jerzy Pietrkiewicz không nhận được bất kỳ lời khen ngợi nào từ các nhà phê bình. Kazimierz Andrzej Jaworski viết trên tạp chí văn học Kamena rằng ông thấy các bài thơ trong tuyển tập "làm người đọc cảm thấy nhàm chán bởi quá đơn điệu", và nếu chúng có bất kỳ giá trị nào "thì chỉ là có giá trị với chính tác giả, vì chúng rỗng tuếch với những người khác".
Trong Chiến tranh thế giới thứ hai, lúc đầu Jerzy Pietrkiewicz chạy trốn đến Pháp và sau đó đến Anh. Khi mới đến nơi, ông không hề biết tiếng Anh. Ông theo học Đại học Thánh Andrews, lấy bằng thạc sĩ Văn học Anh vào năm 1944. Năm 1948, ông lấy bằng tiến sĩ tại King's College London. Sau đó, ông trở thành giảng viên của ngôi trường này, phụ trách bộ môn ngôn ngữ và văn học Ba Lan.
Jerzy Pietrkiewicz bắt đầu viết tiểu thuyết bằng tiếng Anh từ năm 1953. Ông dùng tiếng Ba Lan để sáng tác thơ. Tiểu thuyết của ông gặt hái được thành công và nhờ đó ông trở thành bạn của Muriel Spark. Nhân dịp Giáo hoàng Gioan Phaolô đệ nhị nhậm chức, Jerzy Pietrkiewicz đã dịch những bài thơ tiếng Ba Lan của mình sang tiếng Anh, và kết quả là các tác phẩm của ông được nổi tiếng ở Ba Lan. Ông được trao Giải thưởng của Bộ Văn hóa và Nghệ thuật vào năm 1987.
Jerzy Pietrkiewicz đã kết hôn hai lần: lần đầu với Danuta Karel, một nữ diễn viên người Ba Lan, và sau đó tái hôn với Christine Brooke-Rose. Cả hai cuộc hôn nhân đều kết thúc bằng ly hôn. Ông mất tại London.

## Tác phẩm

### Bằng tiếng Ba Lan
- Wiersze o dzieciństwie (1935)
- Prowincja (1936)
- Po chłopsku (novel, 1941)
- Pokarm cierpki (1943)
- Pogrzeb Europy (1946)
- Piąty poemat (1950)
- Poematy londyńskie i wiersze przedwojenne (Paris, 1965)
- Kula magiczna (1980)
- Poezje wybrane (Warsaw, 1986)
- Modlitwy intelektu (1988)
- Wiersze dobrzyńskie (1994)
- Słowa są bez poręczy (1998)
- Zdobycz i wierność (2018)

### Tiểu thuyết bằng tiếng Anh
- The Knotted Cord (1953)
- Loot and Loyalty (1955)
- Future To Let (1958)
- Isolation: a novel in five acts (1959)
- The Quick and the Dead (1961)
- That Angel Burning at My Left Side (1963)
- Inner Circle (1966)
- Green Flows the Bile (1969)

### Tác phẩm khác bằng tiếng Anh
- Polish prose and verse (1956)
- Five Centuries of Polish Poetry (1960)
- Polish Literature in its European Context (1962)
- The Other Side of Silence (1970)
- The Third Adam (1975)
- In the scales of fate: an autobiography (1993)
- Metropolitan idyll (1997)
- Polish literature from the European perspective: studies and treaties (2006)

### Sách dịch
- Easter vigil and other poems (John Paul II, 1979)
- Collected poems (John Paul II, 1982)
- Poems, letters, drawings (Cyprian Norwid, 2000)
- Roman triptych: meditations (translation of John Paul II's Tryptyk rzymski: medytacje, 2003)